# Фінікія
Фінікі́я (грец. Φοινίκη, самоназва Ханаан) — стародавня країна, розташована на східному узбережжі Середземного моря. Мешканці країни, фінікійці (грец. Φοίνικες), створили могутню цивілізацію з розвиненими ремеслами, морською торгівлею і багатою культурою. Фінікійська писемність стала однією з перших зафіксованих в історії систем складового фонетичного письма. Найвищий розквіт фінікійської цивілізації припадає на 1200—800 роки до н. е. В VI столітті до н. е. Фінікію підкорили перси, хоча деякі міста ще зберігали автономію, а у 332 р. до н. е. її завоював Александр Македонський і остаточно скасував фінікійську державність.
На сьогодні в історичній науці (археології) немає одностайності, чи можливо розглядати фінікійців як етнос. Їхня цивілізація була зосереджена в містах, на кшталт стародавньої Греції. Кожне місто було незалежною політичною одиницею, кожне місто могло вступити у війну з іншим містом або утворювати ліги чи альянси. Наймогутнішими фінікійськими містами-державами в Леванті були Тір і Сідон.
Фінікійці розмовляли фінікійською мовою, найбільш наближеною до ханаанської мови семітської мовної сім'ї. Фінікійський алфавіт — предок фактично всіх сучасних європейських абеток. Через морську торгівлю фінікійці розповсюдили використання алфавіту на Північну Африку і Європу, де їх алфавіт запозичили греки.
Головні міста Фінікії — Акко, Ахзів, Тір (сучасний Сур), Цараат (сучасна Сарепта), Сідон (сучасна Сайда), Бірут (сучасний Бейрут), Бібл (сучасний Джубейль), Триполі і Арвад.

## Етимологія
Назва Фінікія не є самоназвою мешканців країни, які іменували себе (як і етнічно споріднених з ними мешканців Палестини і Сирії) ханаанеями. Але сусіди з часом почали відокремлювати населення прибережних міст від ханаанеїв, що мешкали в глибині континенту. Вперше назва «країна Фенху» (що швидше за все перекладалася як «край лісорубів») зустрічається в єгипетських текстах доби Середнього царства. Так позначалися землі навколо міст Бібл і Арвад, звідки до Єгипту надходила цінна деревина. У цьому сенсі фенху — фінікійці протиставлялися сідонянам («рибалкам»), які мешкали південніше. Назви «фінікійці» і «сідоняни» використовували як означення окремих, хоча й сусідніх народів, і греки — аж до гомерівської доби, проте згодом під сідонянами почали розуміти насамперед мешканців міста Сідон, а словом «фінікійці» означати мешканців усіх прибережних ханаанейських міст — від Акко до Арвада (включно із самим Сідоном). Пізніше етимологію слова «Фінікія» почали виводити з грецького φοινως — «багряний», мовляв, так греки називали цю землю і її народ за головним предметом торгівлі (пурпуром). Існувало і ще одне пояснення — «країна червоного сонячного божества Фенікса» (Φοϊνιξ), що з'являвся зі сходу.

## Географія
Фінікія розташована на східному узбережжі Середземного моря на території сучасних Лівану, Сирії і Ізраїлю. Невелика за площею, її територія має форму порівняно вузької прибережної смуги, основна частина якої відділена від внутрішніх районів Сирії горами Лівану. Іноді гори підходять впритул до моря, виступаючи в нього гострими мисами, розділяючи країну на окремі райони і ускладнюючи зв'язки між ними і з країнами, що лежать на схід. В деяких місцях цих гір були відносно зручні проходи, які відіграли значну роль в історії розвитку регіону. Схили гір в ті часи були густо вкриті лісами, які стали джерелом хорошого дерева, насамперед, кедр і кипарис — найголовніші експортні товари країни. Невеликі тераси на західних схилах Ліванських гір і долин річок мали родючий ґрунт. В цілому, територія країни була небагатою на ресурси і не забезпечувала фінікійців всім необхідним. Але безліч зручних заток, бухт та острівців дуже сприяли розвитку мореплавства і торгівлі.
За Геродотом, Фінікія тягнулася від Посидія до Ізраїльського царства. В часи панування Селевкідів її межі окреслювали від Орфосії (гирло Нар-Беріда) до гирла Нар-Зерка.
Пліній Старший і Страбон визначали крайньою північною точкою Фінікії гирло річки Оронт і острівне місто Арвад, а південною — місто Крокоділон, що було розташоване трохи південніше від гори Кармель.

## Історія
Археологам, мовознавцям і релігієзнавцям важко відокремити фінікійців від інших ханаанців. Проте, фінікійці унікальні своїми чудовими морехідними досягненнями.
Деякі вчені вважають що спочатку фінікійці не були семітами, а лише після міграції семітів між 2300 і 2100 до н. е. з регіону Родючого Півмісяця перейшли на семітську мову.
Прибережне положення фінікійських міст сприяло розвитку торгівлі. Встановлено, що вже в II тисячолітті до н. е. існували торгові зв'язки між фінікійськими містами і Єгиптом. Період найвищого підйому торгівлі фінікійців почався близько 1200 р. до н. е., коли внутрішні області Палестини були зайняті ізраїльтянами, а Сирія — арамеями.
Фінікія ніколи не була єдиною державою, її найбільші міста залишалися незалежними одне від одного. Містяни зазвичай називали себе «людьми», або ж «синами» Тіра, Сідона, Бібла тощо. Разом «сини» певного міста складали міську громаду. Для ухвалення найважливіших рішень скликали загальні збори громади. Щоправда, брати участь у таких зборах могли лише повноправні громадяни, з кола яких були виключені переселенці з інших місцевостей, мешканці сільської округи та підлеглих місту земель, що вже казати про невільників. Збори громади скликали нечасто, і зазвичай від її імені виступала Рада, яка складалася з представників найповажніших родин.
У більшості міст-держав зберігалася й царська влада. Цар керував військом і чиновниками та мав цілковиту владу над міською округою і приєднаними землями. Проте в самому місті влада володаря була обмежена, і він змушений був діяти лише за згодою Ради та зважати на рішення, які ухвалювали загальні збори громади.
Ніякої майнової рівності між громадянами одного міста не існувало. Статки найзаможніших фінікійців дозволяли їм власним коштом будувати кораблі й відправляти їх разом із царськими до далеких країв за товарами. Та й збагачувала торгівля насамперед царя та великих торгівців. Пересічні містяни — ремісники, моряки, дрібні торгівці й селяни — жили незаможно. До того ж, їхнє життя було непевним: якщо торгівля була жвавою, а стосунки з сусідами — добрими, то вони мали роботу й хліб, якщо навпаки — залишалися без засобів до існування.
Усі фінікійці вшановували давніх ханаанейських богів. Проте в кожного міста був і власний «небесний захисник». У Сідоні, скажімо, особливо шанували Ешмуна, в Беріті (сучасному Бейруті) — Ягве, а покровителем Тіра вважали Мелькарта (ім'я цього бога з ханаанейської перекладають як «володар міста»). Жерці зберігали чималий вплив, а іноді навіть зазіхали на царську владу. Тож і царі намагалися не сваритися зі служителями богів. І не шкодували щедрих пожертв храмам.
У ранній період головну роль серед фінікійських міст відігравав Бібл, пізніше його місце зайняв Тір. Фінікійські міста готові були швидше платити данину материковим державам, за умови, що ті не заважатимуть їх торгівлі, чим вести довгі війни за незалежність. У пошуках дешевої сировини і нових ринків збуту фінікійці плавали по всьому Середземному морю, доходили до Атлантичного узбережжя Іспанії та Марокко і навіть — до Британських островів, звідки завозили олово, необхідне для виготовлення бронзи.

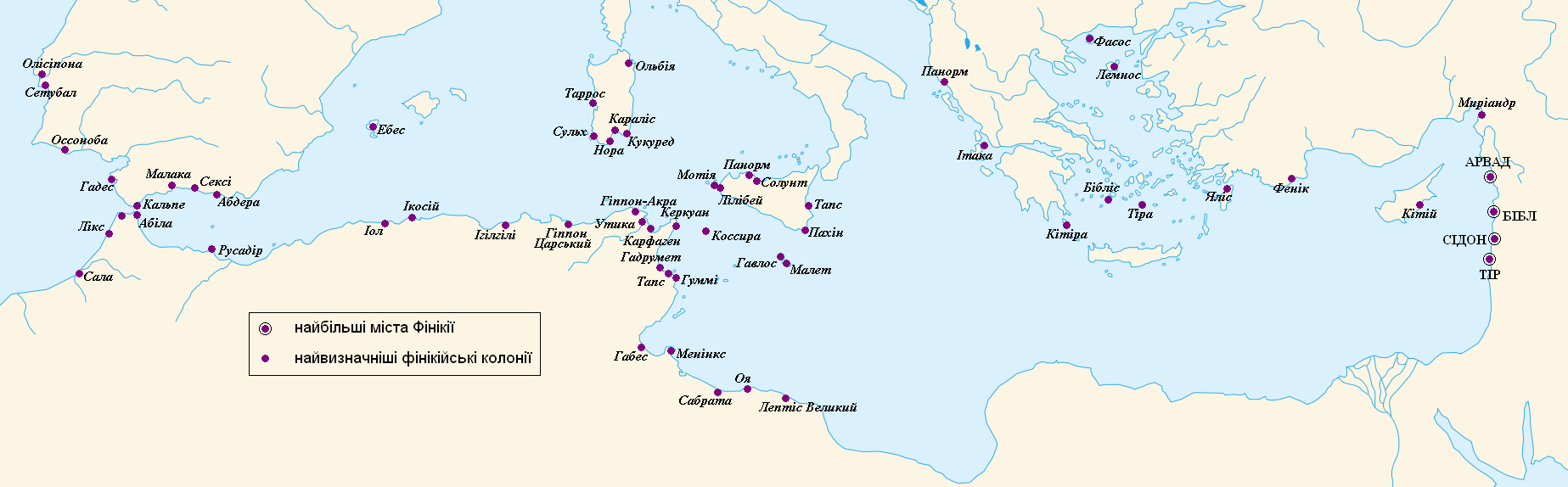
Фінікійські колонії

Опорні пункти фінікійців знаходилися в Іспанії, в Сицилії, на Сардинії і Корсиці; але найбільше значення мали північноафриканські колонії, і перш за все Карфаген, найнебезпечніший супротивник Риму.
Фінікійський флот, посланий фараоном Нехо (Нехао), зробив плавання навколо Африки.
За Геродотом, Фінікія тягнулася від Посейдонії до Палестини. При Селевкідах її вважали від Орфосії (гирло Нар-Беріда) до гирла Нар-Зерка. З пізніших географів одні (наприклад Страбон) вважають Фінікією увесь беріг до Пелусія, інші південну межу її поміщають у Кесарії і Карміли.
Тільки римський пізній провінційний поділ розповсюдив ім'я Фінікії на прилеглі до смуги внутрішні області до Дамаска, а згодом стали розрізняти Фінікію Приморську від Ліванської. При Юстиніані навіть Пальміра була включена до складу останньої. У Мк. 7:26 мовиться про «сирофіникіян», щоб таким чином відрізнити їх від африканських фінікійців, яких римляни називали «пунами».

## Фінікія в Біблії
Для фінікійців в Біблії немає збірного імені. Як нащадки Ханаана, вони іменуються «хананеями» (Бут. 10:19; Іов 40:25; Ос. 12:7) або названі по їх найголовніших містах, перш за все Сидону (Суд. 3:3; 10:6; 1 Цар. 5:6; Єз. ї7:8) і Тіру (Пс. 82:8; 86:4). Предками фінікійців в Біблії названі Ханаан і Хам (Бут. 10:6,15). Яскравий опис фінікійської торгівлі даний в книзі Єзекіїля (Єз. 27).

## Торгівля
Фінікійці були першими мореплавцями тож підтримували зв'язки з багатьма країнами, зокрема, з Єгиптом та Ассирією.
Фінікійці першими винайшли фарбу, яка не вицвітала і зберігала природний колір довгі роки. Також вони першими почали виготовляти скло. Фінікійці купували слонову кістку, мідь, папірус, срібло, пшеницю, сіль, зброю, тканини. А продавали червону фарбу, вовну, скло, метал, кедрову та кіпарисову деревину.

## Відносини з іншими народами регіону
Від фінікійців греки отримали знання про виробництво скла і перейняли алфавіт. Прогнози пророків про прийдешній суд над Тіром (Ісократ. 23; Єз. 26—28) збулися, коли після періоду перського панування Александр Македонський завоював і зруйнував це місто. Проте, незабаром, Тір був відновлений. Важким ударом для фінікійської торгівлі згодом стало падіння і остаточне руйнування Карфагену. У римську епоху Фінікія увійшла до провінції Сирія.
Стосунки Фінікії з Ізраїлем носили епізодичний характер. У часи Давида і Соломона тірський цар Хірам надавав Ізраїлю економічну допомогу і надавав фінікійських майстрів для будівництва флоту і мореплавців для його експлуатації. Одруження Ахава з Ієзавеллю, донькою сидонського царя Ефваала, мало важливе політичне значення, але справило згубний вплив на ізраїльську релігію. У Діяннях Фінікія згадується як земля, через яку проходив шлях від Єрусалима до Антіохії (Діяння 11:19; 15:3). Для Ілії (1 Цар. 17:9), як і для Ісуса (Мф. 15:21), ця область, що лежала за межами Ізраїлю, була місцем, куди вони час від часу йшли у пошуках самоти для роздумів і молитви.
Від античних авторів (перш за все Філона) відомо про міфологію Фінікії.

## Фінікійці—мореплавці
У XII ст до н. е. найжвавішу торгівлю на узбережжі Середземного моря вели багаті ханаанські купці. Греки називали їх фінікійцями. Прибережні міста Фінікії розташовувалися в зручних бухтах і мали потужні укріплення. Найбільшими і найбагатшими з цих міст були Тір і Сідон. Фінікійці торгували барвистими скляними вазами і намистами. Але найбільше вони прославилися завдяки надзвичайно дорогим барвникам, які добували з мушель морського молюска і використовували для забарвлення тканин в різні відтінки — від рожевого до темно-пурпурного. У Фінікійців були хороші відносини з їх сусідами — ізраїльтянами. Ізраїльський цар Ахав одружився з тірською царівною Ієзавелі, а коли цар Соломон будував свій храм, майстри Фінікії допомагали ізраїльським.
Фінікійці були майстерними мореплавцями і сміливими мандрівниками. В одному з морських походів їх кораблі досягли західного берега Африки, а під час іншого — обігнули її всю цілком, вийшовши через Червоне море і повернувшись через Середземне. Можливо, найбільше досягнення Фінікійців — винахід алфавіту, який ліг в основу старогрецького, латинського, а потім і багатьох сучасних алфавітів, зокрема українського.
Вони не лише продавали свої товари по всьому Середземномор'ю, але й засновували свої колонії (поселення) в різних частинах регіону. Найбільшим з них було місто Карфаген в Північній Африці. У результаті активність Фінікійців спричинила конфлікт з греками, а потім і з римлянами. Легенди розповідають, що засновницею Карфагена була Фінікійська царівна Дідона. Коли вона зі своїми супутниками висадилася на березі Північної Африки, то звернулася до місцевого правителя з проханням виділити їй землю для будівництва міста. Той сказав, що вона може взяти стільки землі, скільки покриє одна бичача шкіра. Тоді Дідона наказала своїм людям розрізати шкіру на тонкі смужки, щоб таким чином отримати більше землі.
Фінікії славилися своїми військовими кораблями. Корабель бірема на кожному борту мав по два ряди весел. Пізніше, коли Фінікія стала частиною Перської імперії, перси використовували кораблі Фінікійців у своїх морських битвах проти греків.

## Значення
Фінікійці зробили такий внесок у розвиток світової цивілізації:
- Алфавітне письмо, яке послужило основою грецького алфавіту, а за ним і латиниці.
- Першими обігнули Африку зі сходу на захід.
- Сприяли освоєнню берегів Середземного моря і включенню їх у міжнародну торгівлю.
- Удосконалили технологію отримання  скла.
- Першими навчилися видобувати з мушель молюсків пурпур.